# عزیزه الیوسف
عزیزه الیوسف؛ زادهٔ ۱۹۵۷ یا ۱۹۵۸ (۶۶–۶۷ سال) کنشگر مدنی، فعال حقوق زنان در عربستان سعودی و استاد دانشگاه است. وی در ماه مه ۲۰۱۸ توسط مأموران سعودی بازداشت شده و هم‌اکنون به همراه لجین الهذلول و ۵ کنشگر دیگر، در زندان مرکزی ذهبان محبوس است.